# Powinowactwo ścinające
Powinowactwo ścinające, ścięcie – rodzaj powinowactwa osiowego na płaszczyźnie.

## Definicja
Powinowactwo ścinające {\displaystyle f} o osi powinowactwa {\displaystyle k} jest to takie powinowactwo osiowe na płaszczyźnie, w którym wektor powinowactwa jest równoległy do tej osi powinowactwa.

W prostokątnym układzie współrzędnych powinowactwo ścinające można opisać  wzorem  analitycznym:

{\displaystyle {\begin{cases}x'=x+ky\\y'=y\end{cases}}}

## Własności
- Stosunek powinowactwa {\displaystyle s} jest równy 1.
- Pole figury jest niezmiennikiem powinowactwa ścinającego. Z tego wynika, że ścięcie jest przekształceniem ekwiafinicznym.
- Powinowactwo ścinające można przedstawić jako złożenie dwóch symetrii skośnych.